# Rock and Roll (canción de Led Zeppelin)
«Rock and Roll» es una canción del grupo musical británico Led Zeppelin, incluida en su cuarto álbum de estudio, titulado Led Zeppelin IV, publicado en 1971. La canción tiene un ritmo combinado de blues y hard rock. Fue escrita originalmente por Jimmy Page (guitarra), John Bonham (batería), Robert Plant (voz) y John Paul Jones (bajo). La guitarra de Page, con un ritmo de hard rock y blues fusion, consiste en notas dobles de la 6.ª, 5.ª, 4.ª y 3.ª cuerda que se entrelazan. El solo consiste en notas agudas empleadas generalmente en la segunda y primera cuerda, lo que complementan el ritmo de blues. Cabe destacar que el ritmo de batería inicial se asemeja un tanto a un par de canciones clásicas de rock and roll: el «Keep A-Knockin» de Little Richard y el «Something Else» de Eddie Cochran las cuales interpretó Bonham durante una improvisación espontánea cuando se grababa el disco, surgiendo la canción de la combinación de dichas tocadas, lo que convierte a esta canción en un homenaje a las grandes piezas del género, aunque con un toque más pesado.
Esta canción formó permanentemente una parte del repertorio de Led Zeppelin en vivo, siendo interpretada hasta el final de sus giras musicales.
Además fue una de las canciones interpretadas en la reunión de Led Zeppelin en 1985 durante el Live Aid y también en la reunión de 2007 en el Arena02.